# Crisis sanitaria

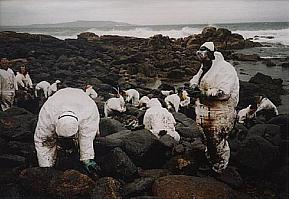
Voluntarios limpiando las costas de Galicia después de la catástrofe del Prestige.

Una crisis sanitaria o de salud pública es una situación grave, repentina, inusual o inesperada que, originada en un factor de riesgo sanitario común, provoca la enfermedad en un número inusualmente alto de individuos de una población simultáneamente y un desequilibrio o déficit prestacional de la cadena asistencial -demora en el proceso de atención, imposibilidad de gestionar la incertidumbre médica o elaborar un juicio clínico de forma inmediata, escasez de insumos críticos, personal insuficiente, daños a la salud por sobrediagnóstico o por contagio hospitalario- con el consecuente aumento de riesgo de muerte de pacientes y que requiere una acción inmediata de las autoridades públicas. 

## Características

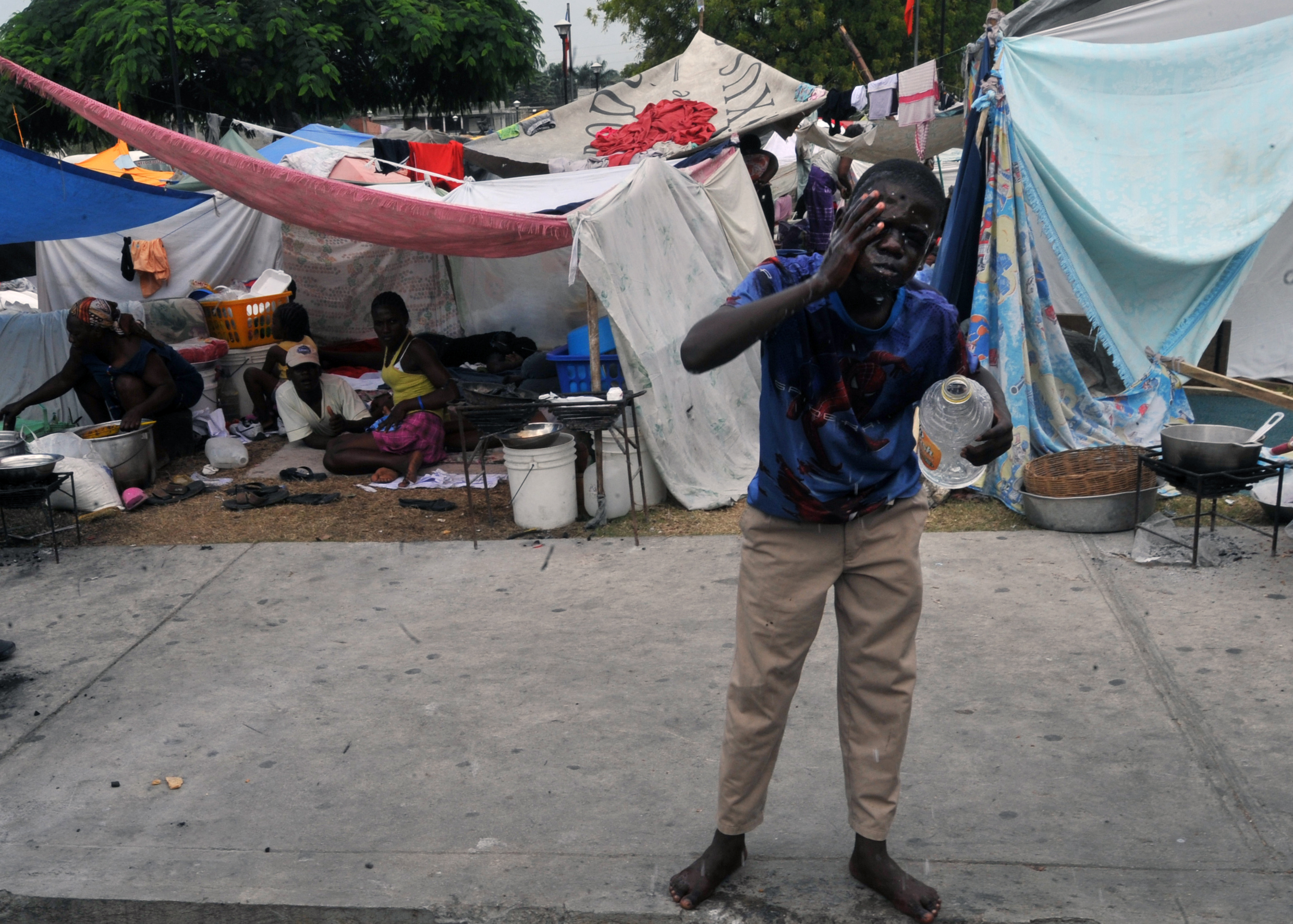
Después de haber perdido sus hogares en el terremoto, muchos haitianos viven en campamentos precarios.

Su gravedad se suele medir por el número de personas afectadas, por su extensión geográfica, o por la morbilidad o mortalidad del proceso patógeno que lo origina. Entre sus efectos económicos se destaca: el aumento del costo de los seguros de la salud, disminución de la productividad económica y dificultades en las operaciones de transporte público en las comunidades afectadas. [cita requerida]
Además del sufrimiento humano que provoca una crisis sanitaria, a veces se producen reacciones de pánico injustificadas entre las naciones que reducen el comercio y dañan las posibilidades de recuperación de la economía de los países afectados por una crisis sanitaria: restricciones en las operaciones de comercio internacional o retracción en el turismo con déficit de la balanza de pagos, debilitamiento de la moneda y aumento de la deuda pública. Otras veces, determinados actores se aprovechan maliciosamente con beneficios políticos o industriales.
Generalmente hay tres componentes clave en las crisis sanitarias:
- Problema de salud pública[5]
- Problema de coordinación sanitaria
- Alarma sanitaria. Mala comunicación de riesgos a la población originando conmoción social.[6][7]

## Tipos
- Alimentarias
- Infecciosas
- Medioambientales
- Tóxicos

## Ejemplos
- 1918: Pandemia de gripe de 1918[8][9]

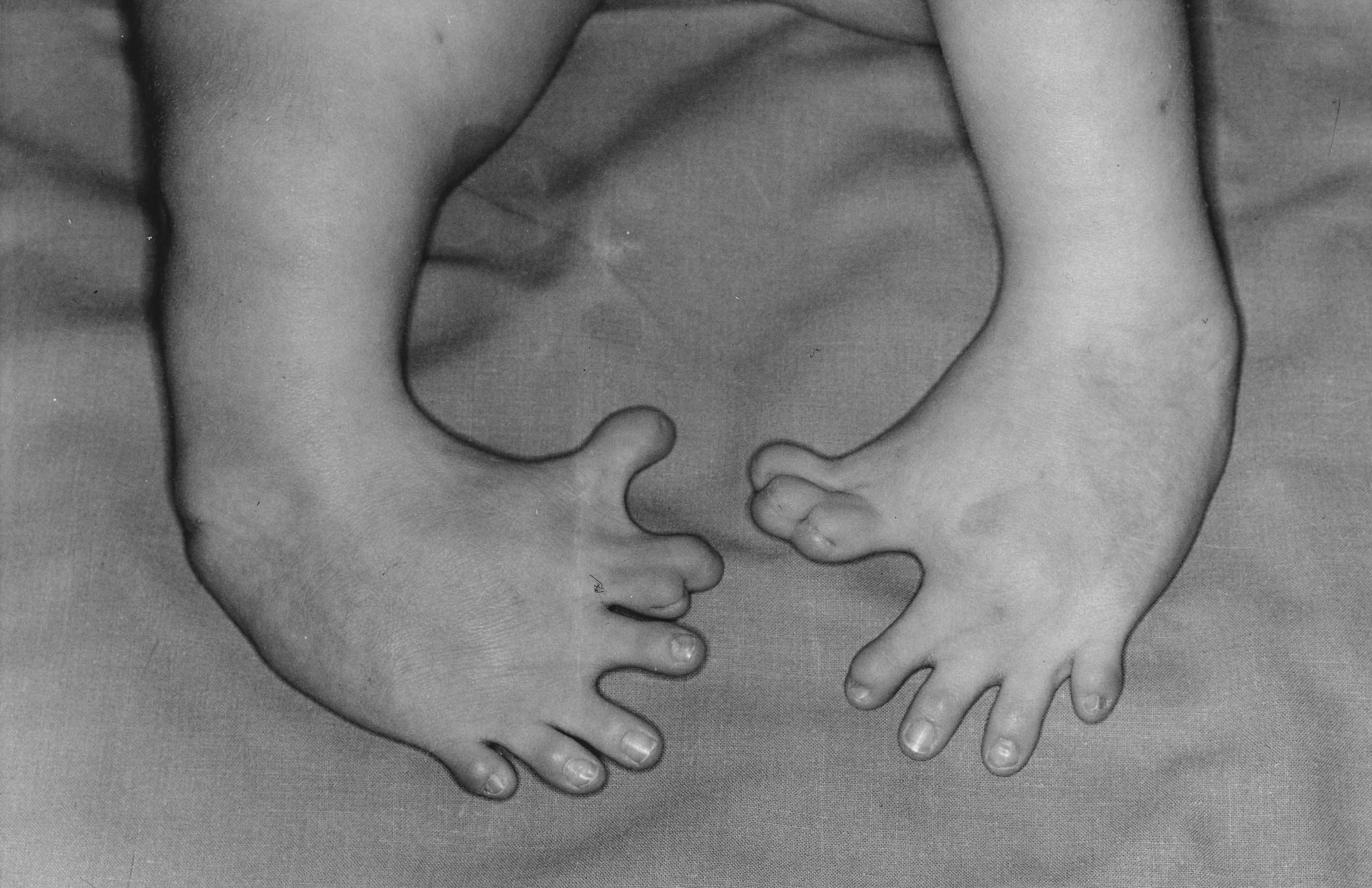
Bebé con malformaciones al tomar la madre talidomida durante el embarazo.

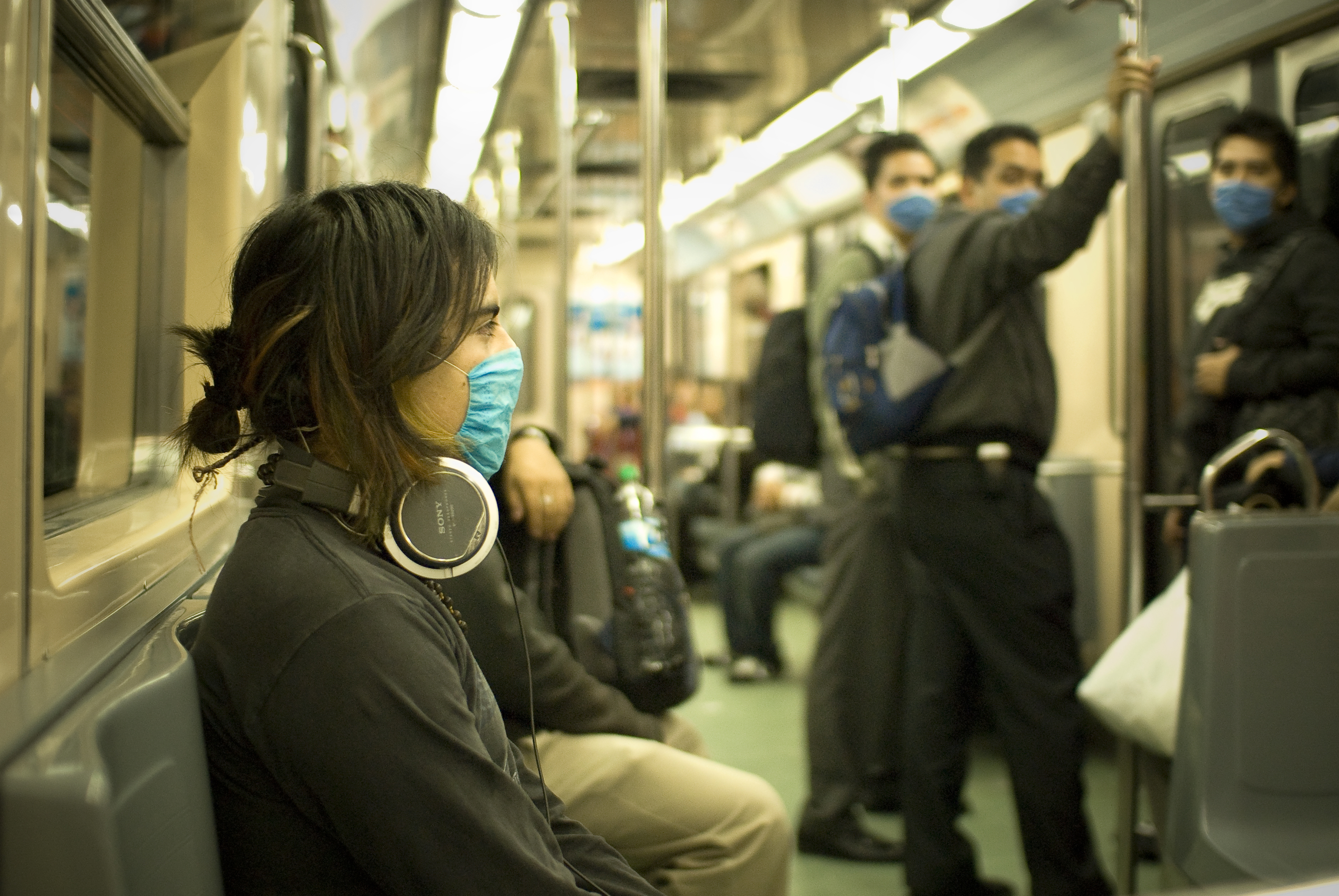
Metro de México, los pasajeros se protegen ante la gripe A.

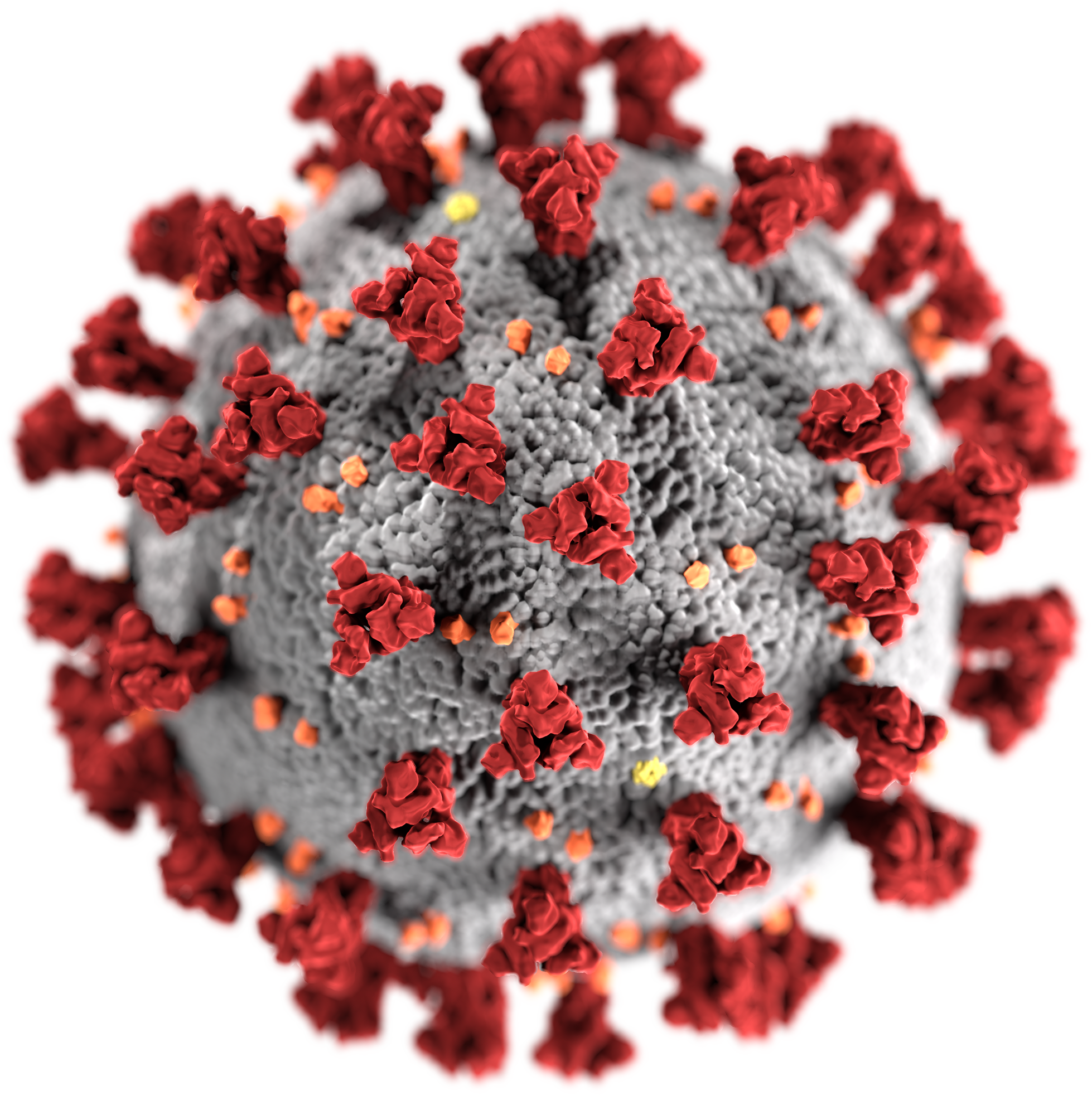
Imagen por computadora del SARS-CoV-2.

- 1957: Pandemia de gripe de 1957-1958[10]

- 1963: Malformaciones congénitas por Talidomida[11]

- 1968: Pandemia de gripe de 1968[12]

- 1981: Síndrome del aceite tóxico o del aceite de colza[13]

SIDA
- 1984: Envenenamiento masivo por fuga de gas en Bhopal, India.

- 1991: Epidemia de Cólera en Perú, producida a partir de la introducción de casos desde el Suroeste de África. A inicios de 1992, se expandió en Chile, Bolivia, Paraguay y el Norte de la Argentina.

- 1996: Crisis de las vacas locas o encefalopatía espongiforme bovina[15]

- 1998: Desastre de Aznalcóllar[16]

- 2001: Ataques con carbunco[17]

- 2002: Desastre del Prestige[18][19][20]

- 2003: Epidemia de síndrome respiratorio agudo grave de 2002-2004 (SRAG)[21]

- 2004: Crisis de la gripe aviar (H5N1)[22]

- 2006: Vertidos tóxicos en Costa de Marfil[23]

Toxicidad de los ácidos grasos trans
- 2007: Pinturas tóxicas en los juguetes de China[25]

- 2008: Brote de listeriosis en Chile[26][27][28] y Canadá[29]

- 2009: Pandemia de gripe A (AH1N1)[30]

- 2010: Terremoto de Haití[31]

Toxicidad de bisfenol A
- 2011: Terremoto y tsunami de Japón[34]

Epidemia alemana por E. Coli
- 2012: Fraude en los implantes mamarios de Poly Implant Prothèses (PIP)[36][37]

Epidemia de síndrome respiratorio de Oriente Medio (MERS)
- 2014: Brote de fiebre hemorrágica del Ébola en África Occidental[39][40][41]

- 2015: Brote de virus del Zika en América[42][43]

- 2019: Epidemia de dengue de 2019-2020[44]

- 2020: Pandemia de COVID-19 (COVID-19)[45] Colapso sanitario de 2020[46]

- 2022: Brote de viruela del mono de 2022[47][48]

- 2024: Brote de viruela símica de 2024 (mpox)[49][50]

- 2024: Hambruna en la Franja de Gaza[51][52] [53]

## Prevención y control

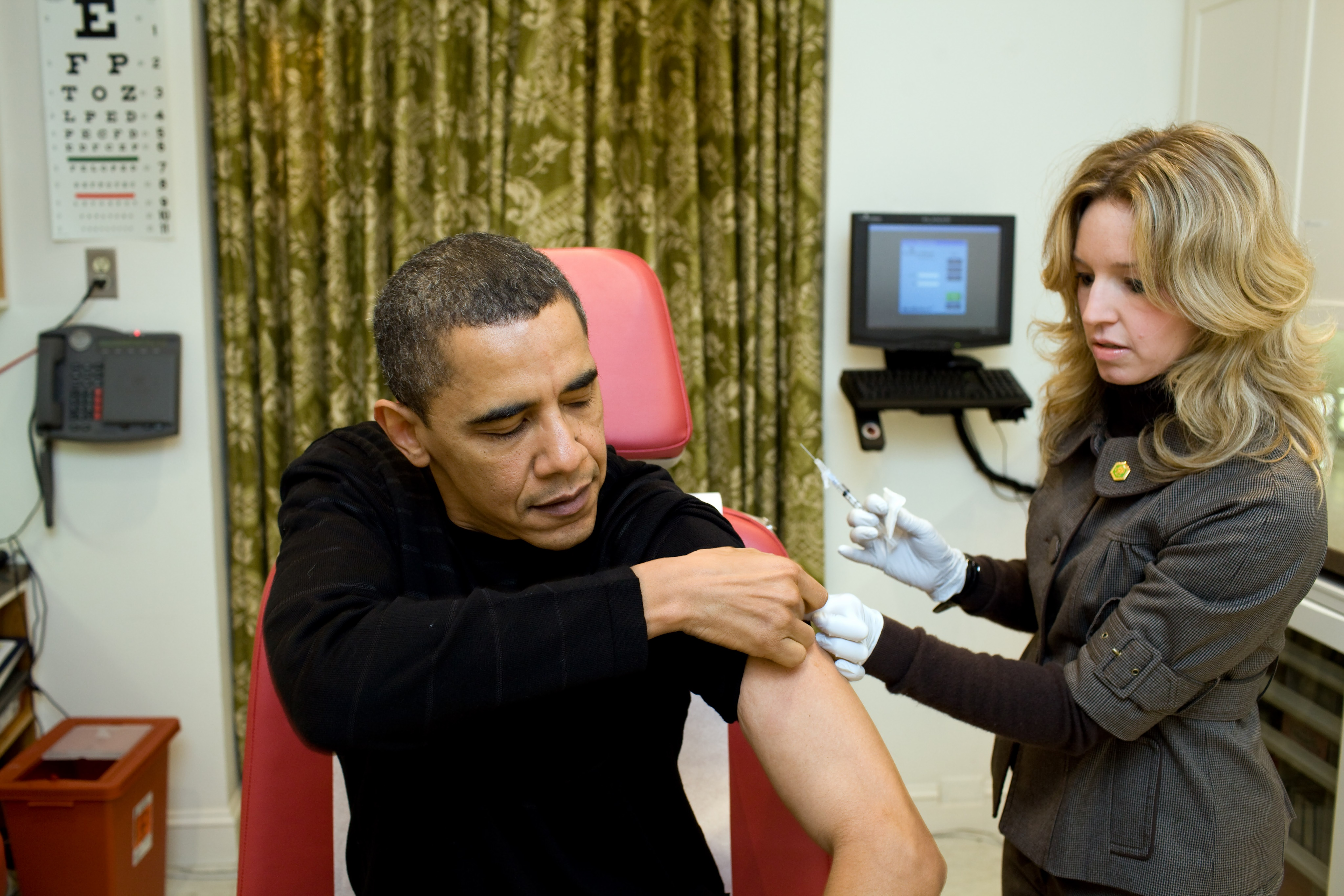
Barack Obama, expresidente de EE. UU., vacunándose contra la gripe H1N1 el 20 de diciembre de 2009.

- Mediante los sistemas de alerta sanitaria. Un sistema sanitario atento a las necesidades de la población está obligado a perfeccionar los instrumentos para garantizar una adecuada preparación ante sus eclosiones.[54][55][56]

- Transparencia de las instituciones públicas o privadas. La percepción de las crisis se puede escapar del control de los expertos o de las instituciones sanitarias, y estar determinada por colectivos interesados en propagarlas o aportar soluciones interesadas. Esto exige una difícil ponderación entre la necesidad de articular respuestas y la de desactivar temores poco fundados o magnificados.[57]

- Adecuada política de información. Surgirá la irracionalidad cuando la información se tergiverse u oculte. Afrontar una crisis sanitaria implica: respeto a la sociedad, coordinación de las organizaciones, y una institución con peso científico ante la población y ante los medios de comunicación, que actúe de portavoz ante situaciones de riesgo en salud pública, para conseguir la confianza de los ciudadanos. La capacidad técnica de los profesionales sanitarios está más acreditada que la de los responsables públicos, lo que aconseja una mayor participación de los primeros y una mejor capacitación de los segundos.[58][59][60]

- Evaluar las crisis previas o las experiencias ajenas. Las crisis son retos de los que se debe aprender, tanto de los errores como de los aciertos, pues sirven para poner a punto los dispositivos y perfeccionar la respuesta ante otras crisis. Es importante realizar análisis de respuestas previas, auditorías del riesgo y de la vulnerabilidad, investigación y ensayos, y simulacros para prepararse ante las crisis futuras.[61][62][63]

- Tener objetivos concretos: "primero, disminuir el impacto de la enfermedad y las muertes, y segundo, evitar la fractura social”.[64]

- Preparar planes de contingencia. La preparación ante la crisis es clave, ya que permite una respuesta sólida, organizada, y con base científica. Los planes de actuación deben conocerlos los profesionales con suficiente antelación y estar adecuadamente formados; y los políticos deben ser coherentes en sus actuaciones y coordinar todos los medios disponibles.[65] Es fundamental invertir en recursos de salud pública para preparar las acciones preventivas, y reducir las desigualdades de salud para minimizar las consecuencias de las crisis sanitarias, ya que en general siempre las sufren más los más pobres.[66][67]

## Gestión de la crisis sanitaria

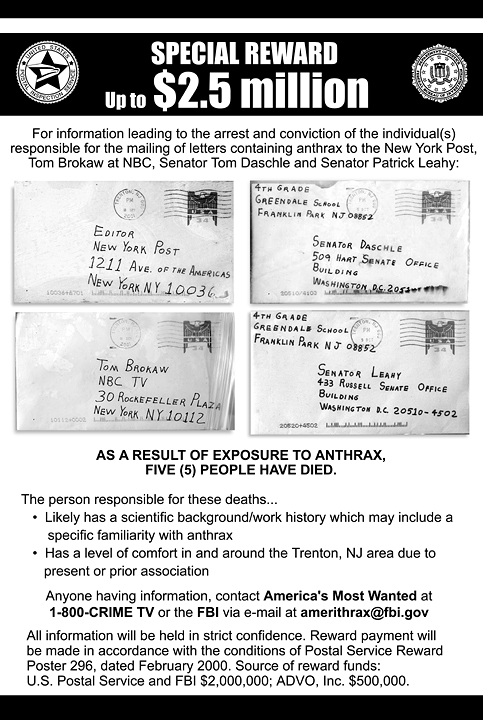
Recompensa de 2,5 millones de dólares ofrecida por el FBI, el Servicio Postal de EE. UU. y ADVO Inc., por información sobre los ataques con carbunco en 2001.

Un manejo adecuado de la crisis sanitaria es un caso específico de gestión de riesgos y manejo de crisis, con una serie de etapas específicas, que puede implicar una serie de pasos o situaciones que no siempre es posible definir de antemano, por la multiplicidad de actores involucrados:
- Percepción de un riesgo de afectación colectiva: detección de un caso clínico que genera alarma (Alerta).

- Encuadramiento de la situación: identificación del factor de riesgo y análisis de sensibilidad, con aviso a la comunidad científica definir instrumentos de toma de decisiones que reduzcan la incertidumbre en el abordaje de casos individuales, tendientes a definir un protocolo sanitario en consenso con la comunidad médica.

- Definir el alcance del riesgo colectivo: previo a cualquier declaración de estado de emergencia, asegurar la provisión de insumos críticos para el manejo de la crisis (recursos humanos, equipos, materiales y fármacos, herramientas de gestión y disponibilidad de elementos sociales que puedan coadyudar).

- Publicitar el riesgo colectivo: declaración de una situación de emergencia para encauzar acciones.

- Análisis de visibilidad social: solicitar estudios de impacto socio ambiental y formulación de juicios de valor de utilidad institucional o valor público sobre posibles alteraciones o cambios en las pautas de comportamiento económico, a través del uso de indicadores sociales, barómetros de opinión y medición del riesgo financiero.

- Evaluar la capacidad de descentralización cuando el problema es local o regional.

- Definir un plan estratégico: establecer acciones inmediatas o implementar un plan de emergencia en situaciones análogas, trazar lineamientos globales de abordaje sanitario y la afectación de recursos públicos (que pueden implicar eventualmente la gestión de ayuda externa) para atender la situación y desarrollar un plan de comunicación pública.

- Definir las personas autorizadas para tomar decisiones: autoridad operativa para hacer ejecución, seguimiento, control y medición de resultados del plan estratégico.

- Definir un plan de recuperación.

## Reglamento Sanitario Internacional
El Reglamento Sanitario Internacional de 2005 (RSI 2005) es una normativa de la Organización Mundial de la Salud que sirve para "prevenir la propagación internacional de enfermedades, proteger contra esa propagación, controlarla y darle una respuesta, evitando al mismo tiempo las interferencias innecesarias con el tráfico y el comercio internacionales". "Establece una nueva serie de normas encaminadas a apuntalar el actual sistema mundial de alerta y respuesta ante brotes epidémicos y exigir a los países que mejoren los mecanismos internacionales de vigilancia y notificación de eventos de salud pública y refuercen su capacidad nacional de vigilancia y respuesta".

### Estado de emergencia sanitaria
De acuerdo a la Organización Mundial de la Salud una emergencia sanitaria representa un evento extraordinario que constituye un riesgo para la salud pública de un Estado, que también puede afectar a otros Estados a través de la propagación internacional de la enfermedad, y que potencialmente requiere una respuesta internacional coordinada.
En el marco jurídico de un Estado nación, es una situación de emergencia pública que altera la prestación normal y habitual 
de ciertas prestaciones sociales o el cumplimiento de ciertos deberes estatales y que implica la reorganización de los servicios administrativos y la reestructuración de las obligaciones de pago. Eventualmente, puede derivar en un estado de excepción para impedir un colapso institucional.

### Emergencia de salud pública de importancia internacional
El RSI 2005 define una emergencia de salud pública de importancia internacional como un "evento extraordinario de salud pública que, mediante procedimientos concretos, se ha determinado que constituye un riesgo para la salud pública de otros Estados a causa de la propagación internacional de una enfermedad, y podría exigir una respuesta internacional coordinada". Se trata de una crisis sanitaria de alcance potencialmente global. Los criterios de decisión para determinar una emergencia de salud pública de importancia internacional son: 
- "gravedad de las repercusiones de salud pública del evento;
- carácter inusitado o imprevisto del evento;
- posibilidades de propagación internacional del evento, y/o;
- riesgo de restricciones a los viajes o al comercio a causa del evento".[69]